# 淀神社
もしかして
- 與杼神社

ではありませんか？